# Karl Friedrich Foehr

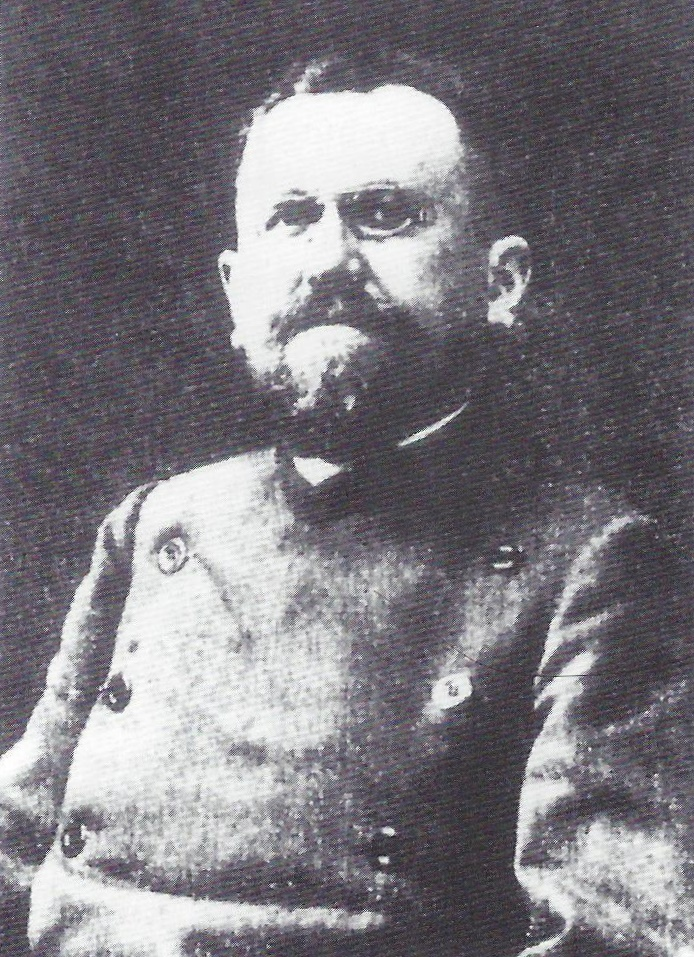
Karl Friedrich Foehr

Karl Friedrich Foehr (* 25. März 1860 in Stuttgart; † 21. April 1930 in Freiberg) war ein deutscher Hochschuldirektor.

## Leben
Karl Friedrich Foehr besuchte von 1868 bis 1875 das Humanistische Gymnasium seiner Heimatstadt und wechselte anschließend an das Königliche Realgymnasium der Stadt. 1877 erlangte er in Freiberg das Maturitätszeugnis, woraufhin er drei Jahre Bergwissenschaften, der Maschinen- und Hüttenkunde an der Bergakademie Freiberg studierte. Nachfolgend studierte er von 1880 bis 1882 Verwaltungswissenschaften, Volkswirtschaftslehre, Naturwissenschaften und Philosophie an der Universität Leipzig und erreichte zwischendurch im Jahr 1881 seinen Abschluss als Hütteningenieur. Im Jahr 1883 promovierte er an der Julius-Maximilians-Universität Würzburg zum Dr. phil.
Im selben Jahr nahm er eine Stelle als Bergingenieur in Eperies in Ungarn an. Im selben Jahr wurde er Hüttenchemiker (später Bergingenieur) an einer Fabrik in Schwarzenberg und wechselte 1884 als Berg- und Hüttenverwalter nach Ehrenfriedersdorf. Eine erste langfristige Tätigkeit nahm er im Jahr 1885 an; die folgenden 5 Jahre wirkte er als Hüttendirektor bei den anhaltischen Blei- und Silberwerken in Silberhütte. Nachfolgend arbeitete er bis 1894 als Berg- und Hüttendirektor der anhaltischen Blei- und Silberwerke, woraufhin er bis 1903 als Generaldirektor der anhaltischen Blei- und Silberwerke in Silberhütte arbeitete. 1903 wurde ihm der Titel eines Diplom-Ingenieurs verliehen. Nach einer kurzen Tätigkeit als Nationalökonom und Wissenschaftlicher Beirat bei Carl Zeiss in Jena sowie Privatdozent an der Universität Jena, wurde er 1904 zum Direktor des Städtischen höheren technischen Institut in Köthen, welches unter seiner Amtszeit 1906 zum Friedrichs-Polytechnikum und 1919 zur Gewerbe- und Handelshochschule Köthen umbenannt wurde. 1922 trat er in den Ruhestand über,
1887 wurde er Mitglied des Sächsisch-Anhaltischen Bezirksvereins.

## Schriften
- Die Phonolithe des Hegau's mit besonderer Berücksichtigung ihrer chemischen Constitution. 1883
- Die Grundsteuer nach dem gemeinen Wert. Referat, erstattet auf dem Städtetage der Provinz Sachsen und des Herzogtums Anhalts am 6. Juni 1903 ; mit einem Anhang: Tatsachen und Antworten. J. Harrwitz, 1903.
- Das städtische Friedrichs-Polytechnikum. Festschrift zum Städtetag der Provinz Sachsen und des Herzogtums Anhalt zu Cöthen vom 9. bis 11. Juni 1909. Preuß, 1909.
- Mineralogie für Ingenieure und Chemiker. Hirzel, 1911.